# Songwriter (Richard Marx)
Songwriter è il tredicesimo album in studio del cantautore statunitense Richard Marx, pubblicato nel 2022.

## Tracce
1. Same Heartbreak, Different Day – 3:08
2. Only a Memory – 3:00
3. Anything – 2:37
4. Moscow Calling – 4:52
5. Believe in Me – 3:13
6. Shame on You – 2:31
7. My Love, My Enemy – 2:35
8. Just Go – 4:17
9. One More Yesterday – 3:22
10. We Are Not Alone – 3:44
11. Everything I've Got – 3:12
12. Misery Loves Company – 2:56
13. One Day Longer – 4:07
14. Breaking My Heart – 3:46
15. We Had It All – 3:23
16. Always – 3:41
17. Still in My Heart – 4:11
18. Maybe – 4:15
19. As If We'll Never Love Again – 3:23
20. Never After – 3:41